# Fronteira
Fronteira là một đô thị thuộc bang Minas Gerais, Brasil. Đô thị này có diện tích 199,228 km², dân số năm 2007 là 13983 người, mật độ 49,5 người/km².